# Drentská slepice

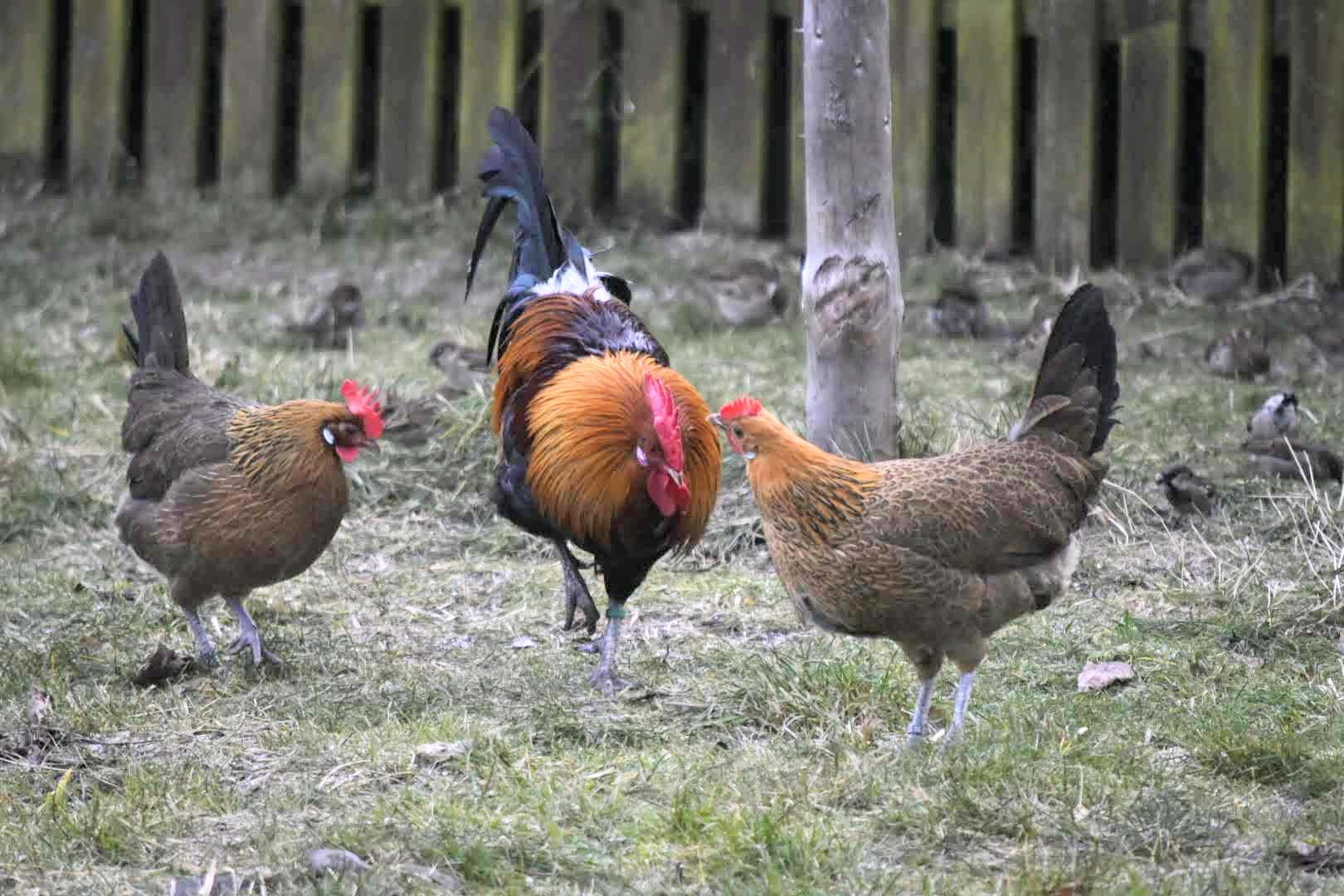
Drentská slepice koroptví a zlatě kropenatá s kohoutem

Drentská slepice je plemeno kura domácího, řadící se mezi západoevropská plemena lehkého typu.

## Charakteristika

### Tělesné znaky
Plemeno se vyznačuje menším tělesným rámcem. Hlava je malá se středně velkým listovým hřebenem, který má pět až sedm jemnějších zubů. Trup je oblý a nepříliš dlouhý, záda jsou krátká a po celé délce stejně široká. Ocas je vějířovitý (existují ale také bezocasé variety). Křídla jsou spíše delší, nesená v ose trupu. Kůže je bílá, běháky břidlicově šedé. Vejce mají bílou skořápku. Barevnost opeření se různí dle variety; chovají se „koroptví“, kropenaté, „zlatokrké“, „stříbrokrké“ a jiné. Hmotnost dospělého kohouta se pohybuje v rozmezí 1,9–2,3 kg, u slepice je to 1,5–1,9 kg, ale chovají se i zdrobnělé formy s hmotností nižší.

### Chov
Drentské slepice jsou otužilé, nenáročné a vhodné do větších výběhů. Velmi dobře létají a jsou spíše plaché. Snáška v chovu činí 150–180 vajec za rok. Na vejcích sedí ochotně a o kuřata se dobře starají.

## Historie
Plemeno pochází z provincie Drenthe v Nizozemsku, první zmínky o něm se objevují v 17. století. Jako samostatné plemeno byla drentská slepice uznána v roce 1900.